# 五社峠

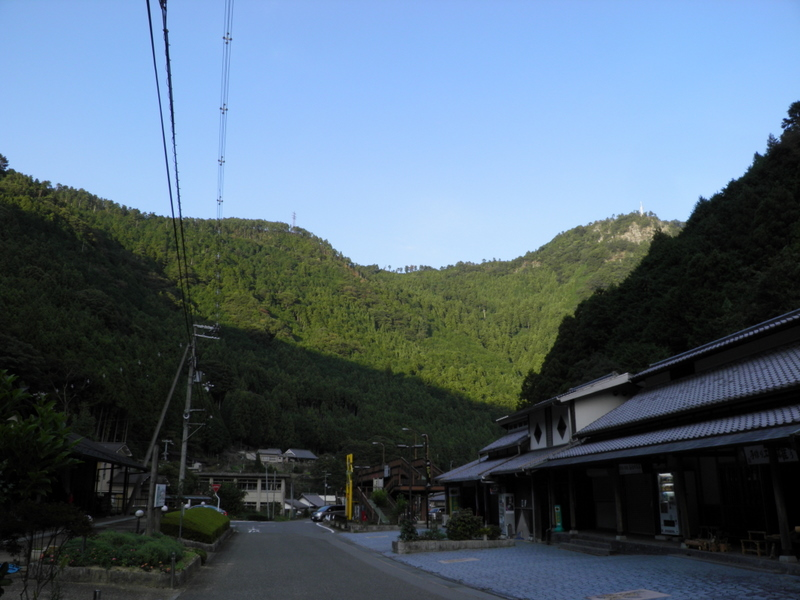
川上村西河より見る五社峠

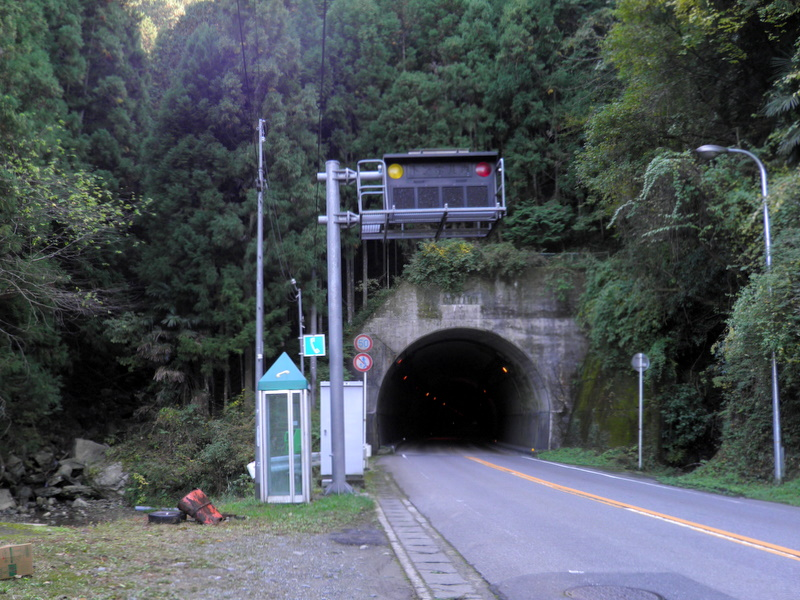
五社トンネル北口（吉野町樫尾）

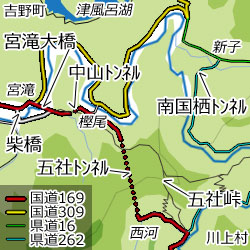
↑「国道309」は「国道370」の誤記

五社峠（ごしゃとうげ）は、奈良県吉野郡吉野町と川上村との町村境にある峠。登山道のみ。現在は直下に国道169号の五社トンネルが通っている。標高約476m。
位置 - 北緯34度21分59秒 東経135度55分22.2秒 / 北緯34.36639度 東経135.922833度

## 歴史
吉野川（紀の川）は上流、川上村大滝付近から吉野町宮滝付近まで大きく蛇行しているが、このうち川上村西河と吉野町樫尾は尾根一つ隔てているだけであり、人々は、この尾根の鞍部（五社峠）を越えた。勾配の大きい急な峠道ではあるが、川沿いを進み迂回するのに比べて距離が3分の1ほどであったので、徒歩時代には東熊野街道として盛んに使われていた。
明治に入ると川上村の土倉庄三郎が主導して、荷車が通れる道が付けられたが、大正9年（1920年）に新子・国栖を通る吉野川沿いの道が改修され、トラックやバスなどが通れるようになると、峠道としては廃れて現在に至る。
戦後しばらくは、現在の吉野町宮滝から川上村河西までは、国道370号および奈良県道16号線と奈良県道262号線の国栖を経由する道が東熊野街道であったが、大幅に迂回しているため、これを短絡化するため宮滝大橋（昭和47年開通、当初は菜摘大橋と呼ばれた）、中山トンネル（昭和45年開通、延長201.5m）、五社トンネル（昭和48年開通、延長約1300m）が建設され、現在の国道169号となっている。

### 峠道
東熊野街道は、吉野町宮滝まで吉野川北岸沿いの道を進むが、宮滝の柴橋で南岸に渡る。宮滝では吉野川は川幅が迫り、両岸を岩に挟まれていたため、最も狭い場所でわずかに8メートルほどで、古くから柴の橋が架けられていた（現在、当地に掛かる柴橋の由来となっている。柴は小さな雑木のこと）。南岸に渡ると小さな峠を経て樫尾へ出て、そこから山腹の等高線を沿いながら高度を上げて五社峠へと至る。峠付近には神社がある。川上村へ下るには、一気につづら折りの道を下るか、山腹の等高線沿いを下って川上村西河へと至る。

## 現在
五社峠へは吉野町側の樫尾からアクセス可能。国道169号からトンネルの500mほど手前を旧道に入る。峠までは約3km、狭いがコンクリート舗装された道が続くが、峠の手前にある式内川上鹿塩神社のところで道は途切れる。川上村側は荒れており通行に不向き。
川上村西河には川上村林業資料館があったが2014年（平成26年）の火災で一部焼損したため閉館となり、跡地には2023年（令和5年）5月22日にコンビニエンスストアや地域交流スペースが入るKAWAKAMI GATEWAY（かわかみゲートウェイ）が開設された。